# Marquesado de Benamejí
El marquesado de Benamejí es un título nobiliario español creado por el rey Carlos II en 1675 a favor de José Diego de Bernuy y Mendoza, V Señor de Benamejí. En 1815 se le otorgó para unir al marquesado la Grandeza de España. Su nombre se refiere al municipio andaluz de Benamejí, en la provincia de Córdoba.

## Señores de Benamejí
- Diego de Bernuy y Dávila, fue Regidor Perpetuo de Burgos, señor del Castillo de Zumel, Escribano Mayor de la Casa de la Moneda. Fue el jefe de la Compañía de los Bernuy,[2] y puso a su primo, Juan de Bernuy, como Agente de la Compañía en Tolosa, especializados en el comercio del pastel, flor que daba un color azul, ingrediente de una tintura muy apreciada, en el comercio lanero, donde Burgos ocupaba un centro importante del mismo, para su exportación a Londres y Flandes, desde el puerto de Burdeos, también a América desde Sevilla y Lisboa. Casado con Isabel Orense de la Mota, hija del Comendador don Juan Alonso de la Mota, señor de Otero, de la Orden de Santiago, alcalde Mayor de Burgos y de Catalina Orense, hija de los señores de Amaya. Diego de Bernuy consta que el 21 de febrero de 1533, ante un escribano de Burgos, fundó mayorazgos del señorío del castillo de Zumel y su torre en el valle de Santibáñez, con los molinos de Palancar, las tierras de Valdecardeña, las heredades de Villaverde del Monte y las de Villafuertes y Villargómez y sus comarcas, a las que se agregó con posterioridad el heredamiento, casa-fuerte y jurisdicción de Tomillos, por Real Facultad de 7 de junio de 1539. Unieron después al mayorazgo la villa, señorío, jurisdicción, vasallaje y alcabalas de Alcalá del Valle, y más tarde le agregaron el Estado de Benamejí con el castillo de Gómez-Arias.[3] Diego de Bernuy e Isabel Orense de la Mota tuvieron a Diego, Hernando, Pedro, María, Catalina, Gregorio, Juan y Francisca. Sucede su hijo mayor:
- Diego de Bernuy y Orense de La Mota, I Señor del Estado de Benamejí, Escribano Mayor de Rentas de la Villa de Atienza, Regidor Perpetuo de Burgos, Escribano Mayor de la Casa de la Moneda de Burgos, Tesorero y Administrador de la Bula de la Santa Cruzada, Alcaide de la Fortaleza y Ciudad de Ronda, Señor de Tomillos, Alcalá del Valle, Alcaide del Castillo de Gómez Arias y también Alcaide del Castillo de Zumel. Fundador del gran Hospital de la Concepción de Burgos en 1562.[4] Casado con Guiomar Barba de Acuña y Cusanza, hermana de Juan Barba, Señor de Castrofuerte y Castilfalé y Caballero de la Orden de Santiago, en la que ingresó en 1539 (Prueba de nobleza en el Archivo Histórico Nacional). Le sucede su hijo:
- Diego de Bernuy y Barba, II Señor de Benamejí, Tomillos, Alcalá del Valle, I Mariscal de Alcalá del Valle (concedido por el rey Felipe II de España el 17 de marzo de 1566),[5] casado con Isabel de Mendoza y de la Cerda,[6] hija extramatrimonial de don Diego Hurtado de Mendoza, II conde de Mélito, duque de Francavilla y príncipe de Mélito y de Luisa de la Cerda, hija del segundo duque de Medinaceli, hermanastra de la Princesa de Éboli.[7] Les sucede su hijo:
- Íñigo de Bernuy y Mendoza, Regidor Perpetuo de Burgos,  III Señor de Benamejí, de Alcalá del Valle, de Tomillos, de los Castillos de Zumel y Gómez Arias, Mariscal de Alcalá del Valle. Casado con María de Quesada Benavides y Bazán, (bautizada el 12-V-1577, en Garcíez, Jaén), hija de don Diego de Quesada Tavera, décimo señor de las villas de Garcíez y Santo Tomé y Ana de Benavides y Bazán, hija de don Juan de Benavides, IV señor de Jabalquinto y de María Bazán, hermana del I marqués de Santa Cruz.[8] Les sucede su nieto:
- José Diego de Bernuy y Mendoza, IV Señor de Benamejí, hijo de Juan de Bernuy Mendoza y Quesada (Granada–testó el 30 de junio de 1646), que premurió a su padre, Colegial en el Mayor de Maestre Rodrigo, de Sevilla, Caballero de Calatrava y de Beatriz de Antonio Bernat y Nicolás, hermana del célebre Nicolás Antonio.

## Marqueses de Benamejí
- José Diego de Bernuy y Mendoza (Benamejí, 5/4/1649 - Madrid, 1693), IV Señor de Benamejí, I Marqués de Benamejí,[9] Mariscal de Alcalá del Valle, Mayordomo del Señor don Juan José de Austria. I Marqués por merced de la Señora Madre del Rey don Carlos II. Concesión 4 de septiembre de 1674, expedida carta el 23 de mayo de 1675. Casó con:

1. María Francisca (Fernández) Zapata y Bernuy, hija de Alonso Fernández-Zapata y Obregón, V señor de Bogaraya, Caballero de la Orden de Santiago, Veinticuatro de Granada y de María de Bernuy y Quesada,[10] con quien tuvo a: Antonio, Félix (Colegial en el Mayor de Cuenca, Arcediano de Ronda, Dignidad de la Catedral de Málaga y Obispo de Canarias en 1724. Falleció en Santa Cruz de Tenerife en 1730), Sebastián (murió en Flandes siendo Capitán), Esteban (que murió de Colegial en el Mayor de Cuenca), Juan (Prior y Canónigo de la Metropolitana de Granada), Paula e Isabel.
2. Antonia Florentina Acuña Enríquez de Guzmán y Altamirano (Madrid, 28/3/1654 - 1/6/1690), hija de  Ángela Melchora de Acuña y Guzmán y de Melchor Altamirano de los Ríos y Torres, ministro del Consejo de Hacienda. Hermana del V marqués de Vallecerrato. De quien tuvo a: Fadrique, José (Menino de la Reina Madre, Colegial Mayor en el de Cuenca, fue Presbítero y murió siendo el Inquisidor más antiguo de Córdoba), Íñigo (falleció de niño), Teresa (monja del Convento de las Bernardas del Santísimo Sacramento de Madrid) y María Antonia (abadesa del Convento de las Bernardas del Santísimo Sacramento de Madrid).[11]

- Antonio de Bernuy y Zapata (1662 – 1693), II marqués de Benamejí. Gentil hombre de Cámara del rey Carlos II y Menino de Mariana de Austria. Casado en 1687, con María Enríquez de Cabrera, hija de Juan Gaspar (1625-1691), duque de Medina de Rioseco, y de Leonor de Rojas. Le sucede su único hijo:
- Juan Ignacio Bernuy y Enríquez de Cabrera, III marqués de Benamejí, casado con Ana Cerón y Téllez-Girón de la Cueva. Sin sucesión.
- Fadrique de Bernuy Altamirano (Benamejí, 26 de enero de 1682-15 de enero de 1761), IV marqués de Benamejí y Mariscal de Alcalá del Valle, I vizconde de Tomillos, grande de España, gentilhombre de cámara del Rey, señor de lo temporal y espiritual de Benamejí, sexto mariscal de Alcalá del Valle, señor de la Casa Fuerte de Tomillos y de la Puebla de Palenciana. Patrono de las Iglesias de Benamejí, Convento de los Descalzos del Colegio de Santo Ángel de Sevilla y del insigne Hospital de Burgos y Grande de España. Casado con:

1. Elvira Fernández de Henestrosa (Écija, 9 de mayo de 1701-1747), hija de Juan Bautista Fernández de Henestrosa, III marqués de Peñaflor y María Pascuala Pérez de Barradas y Baeza, con quien tuvo siete hijos (Juan, Miguel, José, Antonio, Teresa María, Josefa Ignacia y Antonia).
2. Ramona Fernández de Córdoba y Carvajal (nacida en 1734), hermana del I conde de Prado Castellano, era hija de Fernando Fernández de Córdoba-Heredia y Narváez y Victoria Josefa María de la Concepción de Carvajal y Manuel. Se casó con Fadrique, el 5 de febrero de 1749 en la Parroquia de San Miguel Arcángel de Córdoba, con quien tuvo a Juan Nepomuceno[12] (que fue Teniente General de los Reales Ejércitos, comandante de los Carabineros Reales y caballero de la Orden de San Juan de Jerusalén), Josefa Victoria, casada con Francisco José Díaz de Morales y Alfonso de Sousa de Portugal, VIII señor del Mayorazgo de Huéchar y otros, Antonia y María Ignacia (casada con el marqués de Cabriñana).[13]

- Juan Bautista Bernuy y Henestrosa (1720-1791), V marqués de Benamejí. Casado con su tía materna,  Josefa Fernández de Henestrosa y Pérez de Barradas con quien tuvo a Rosario (casada con Miguel de Valenzuela y Ayala, marqués de Puentevirgen) y a Fadrique José.
- Fadrique José Bernuy y Fernández de Henestrosa (1748-1797), VI marqués de Benamejí. Casado con Francisca de Paula Valda y Maldonado con quien tuvo a: María Josefa (casada con don José de Orozco), María Dolores (casada con don Gonzalo de Aguayo, marqués de Villaverde), Juan Bautista, María del Rosario (casada con el marqués de la Garantía), María Pastora (casada con Marcos Castrillo y Nava Ezeysa, marqués de Cuevas del Becerro), María Soledad, Joaquina (casada con el conde de las Lomas) y Francisco (casado con Ana Agapita de Valda, marquesa de Valparaíso).[13]
- Juan Bautista Bernuy y Valda (Écija, 17 de octubre de 1777-Córdoba, 17 de octubre de 1809), VII marqués de Benamejí. Casado con María del Carmen Aguayo y Aguayo, IV condesa de Villaverde la Alta con quien tuvo a Francisco de Paula, María del Rosario (1805-1888), casada con el IX marqués de Peñaflor (Fernando Pérez de Barradas y Arias de Saavedra),[14] y María del Carmen (1797-1867), casada en 1818 con Fernando de Cabrera y Pérez de Saavedra, marqués de Fuentes.
- Francisco de Paula Bernuy y Aguayo (1806-1866),[15] VIII marqués de Benamejí. Casado con María Feliciana Jiménez de Coca y Pérez, padres de María Teresa (VI condesa de Villaverde la Alta), Juan de Dios y María del Carmen, casada con Mariano de Aguayo Manrique Fernández de Mesa, marqués de Villaverde y jefe de la casa de Aguayo.
- Juan de Dios Bernuy y Jiménez de Coca (Jaén, 1842-1899), IX marqués de Benamejí, mariscal de Alcalá del Valle y vizconde de Tomillos, también fue diputado en Cortes y senador del Reino. Casado con María del Carmen García y García. Sin sucesión.[15]
- Marcos Castrillo y Medina (1859-1908), X marqués de Benamejí., nieto de María Pastora Bernuy y Valda.
- María de la Concepción Castrillo y Sanjuan, XI marquesa de Benamejí.
- Marcos de la Lastra y Castrillo, XII marqués de Benamejí.
- Carlos de la Lastra y Castrillo, XIII marqués de Benamejí.
- Manuel de la Lastra y Marcos, XIV marqués de Benamejí.